# Örebroutställningen 1947

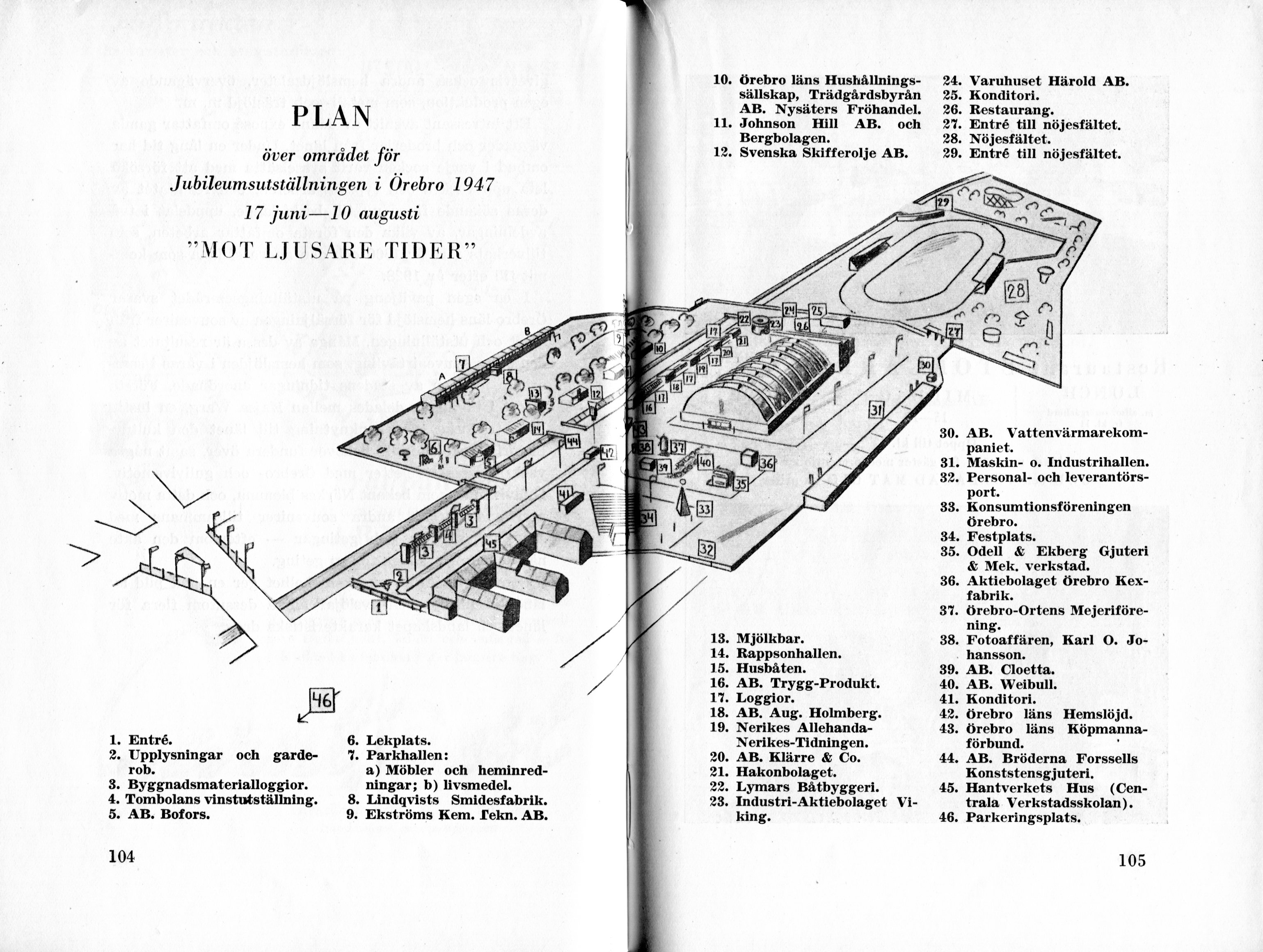
Plan över utställningsområdet. Från utställningskatalogen

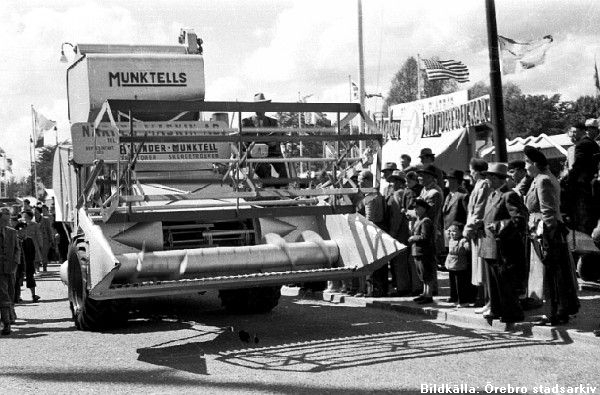
Från Örebroutställningen 1947.

Örebroutställningen 1947 hölls i Örebro den 18 juni–10 augusti 1947 med anledning av Örebro Fabriks- och Hantverksförenings 100-årsjubileum. Mottot för utställningen var Mot ljusare tider. Evenemanget hölls i Sveaparken, Idrottshuset och på Eyravallen. Utställningsområdet omfattade 160 000 m². Utställningen invigdes av Prins Bertil.
I Centrala verkstadsskolan invid Idrottshuset anordnades den dittills största hantverksutställning som varit anordnad i Sverige, där 1280 hantverkare och 15 verkstäder deltog. Landsantikvarien Bertil Waldén hade anordnat en historisk utställning, som visade hantverkets och småindustrins utveckling i Örebro fram till skråväsendets upphörande 1847. Även en utställning över gammalt örebrosilver ingick.
Industrin representerades bland annat av AB Bofors, Svenska skifferoljeaktiebolaget i Kvarntorp, Rapps konfektionsfabrik, Viking skokrämsfabrik och Ekstrands kem.-tekn.. I Idrottshuset ställde skoindustrin ut sina alster, och man fick även se hur en sko tillverkades. En nyhet för denna utställning var en avdelning för "social trygghet", som gav en sammanfattande bild av vad det svenska samhället kunde erbjuda medborgaren. En annan avdelning var den för "min märkvärdigaste sak", där bland annat godsägare Theodor Dieden ställde ut sitt evighetsur.
Stora festplatsen var på dåvarande Eyravallen och Lilla festplatsen fanns i Sveaparken, där även en båtutställning fanns. I Sveaparken fanns även en avdelning för barn. Där uppställdes för första gången det "Lilleputtåg",  konstruerat av ingenjör Åke Hoffström, som året därpå flyttades till Stora Holmen.
Olika aktiviteter, möten och festdagar hölls på olika dagar under utställningen. Exempel på sådana var ryttartävlingar, gymnastikuppvisningar, frågesporter, fotbollsmatcher och segelflygtävlingar. Den 12 juli besöktes utställningen av Povel Ramels sällskap, som den sommaren turnerade med "revyturné i busken tillsammans med bas, gitarr och Brita Borg".